# Abell 78
Abell 78 ist ein planetarischer Nebel im Sternbild Schwan. Der Nebel ist etwa 5.500 Lichtjahre von der Erde entfernt.